# Chvojnica (Myjava)
|  | No s'ha de confondre amb Chvojnica (Prievidza). |

Chvojnica és un poble i municipi d'Eslovàquia que es troba a la regió de Trenčín.

## Història
La vila fou fundada el 1957.

## Demografia
| Godina             | 1994 | 2004   | 2014  | 2024   |
| ------------------ | ---- | ------ | ----- | ------ |
| Nombre de persones | 428  | 400    | 362   | 329    |
| Diferència         |      | −6,54% | −9,5% | −9,11% |

| Godina             | 2023 | 2024   |
| ------------------ | ---- | ------ |
| Nombre de persones | 325  | 329    |
| Diferència         |      | +1,23% |